# Franz Josef Heinz

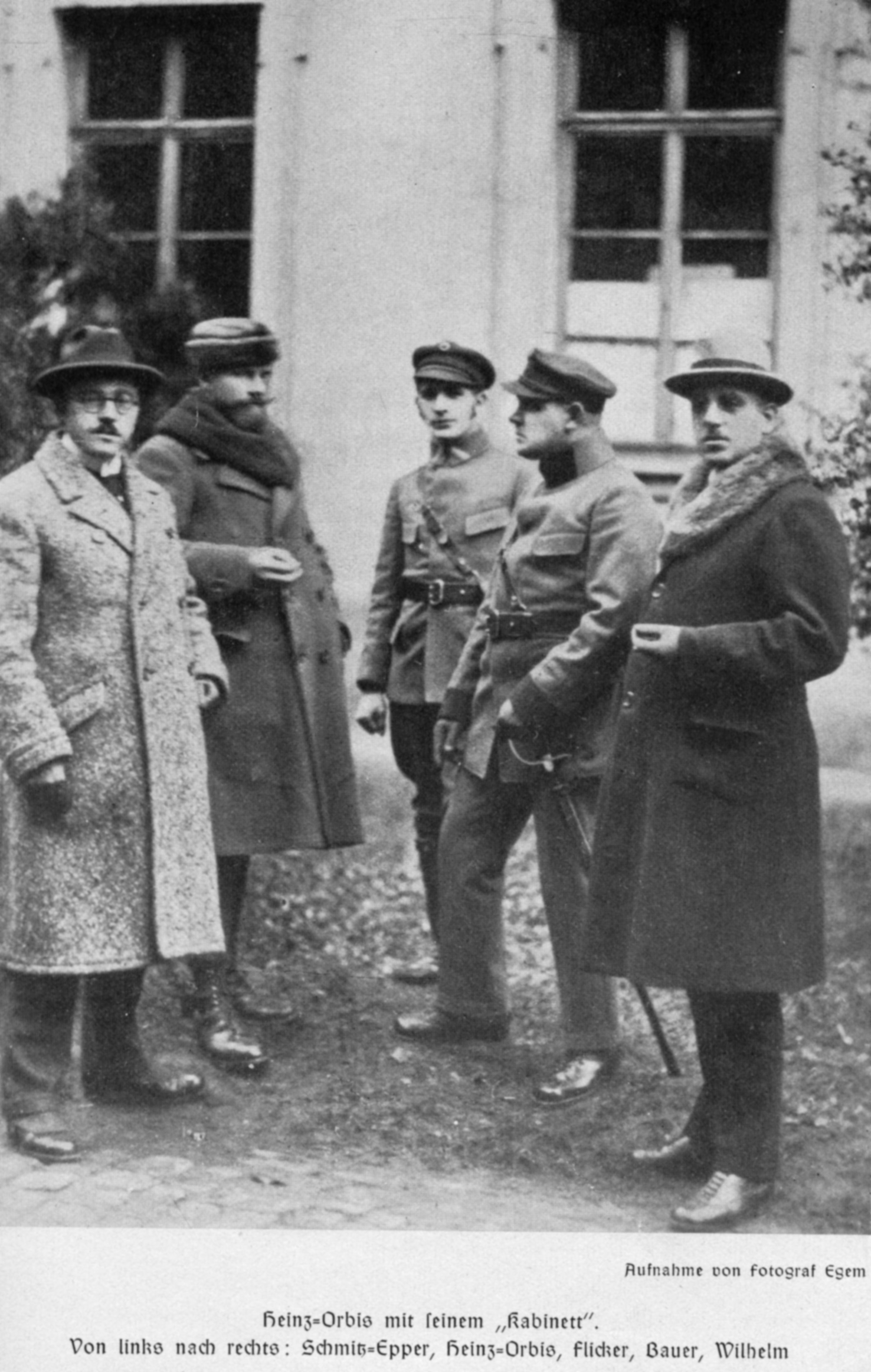
Franz Josef Heinz (andre från vänster) år 1923.

Franz Josef Heinz, född 25 februari 1884 i Orbis, död 9 januari 1924 Speyer, var en pfalzisk politiker (DVP) och separatist. Den 11 november 1923 utropade Heinz "Den autonoma pfalziska regeringen". Intentionen var att skapa en egen stat av franskt snitt, oavhängig av det tyska riket. Han mördades i januari 1924 av ett kommando anfört av den nationalistiske och radikalkonservative Edgar Julius Jung. Dådet skedde med den bayerska statens goda minne.